# Godigisel
Godigisel o Godisigelo (in vandalo: Gôdagisl, in latino: Godigiselus; 359 – Treviri, 31 dicembre 406) è stato re dei Vandali della stirpe degli Asdingi e figlio di Radagaiso.

## Biografia
Sotto la sua guida i Vandali Asdingi lasciarono la Pannonia intorno al 400, spinti alla colonizzazione di nuove terre dall'avanzata delle truppe unne. Nel 401, sotto la spinta di altri popoli germanici, Godigisel guidò gli Asdingi, che già si erano convertiti all'arianesimo, sino alla Rezia. Stilicone li fermò e gli concesse di stabilirsi nel Norico e nella Vindelicia, come federati. Nel 405, guidò gli Asdingi, insieme ai Quadi ed agli Alani, che si unirono agli Ostrogoti di Radagaiso e invasero l'Italia arrivando sino a Florentia (l'attuale Firenze) dove furono sconfitti da Stilicone.
L'anno dopo (406), assieme agli Alani ed ai Suebi (probabilmente da identificare coi Quadi) Godigisel guidò gli Asdingi verso il fiume Meno, dove a loro si unirono i Silingi (Vandali che si erano uniti ai Burgundi, nel III secolo) e da qui raggiunsero il Reno, dove i Vandali furono affrontati dai Franchi, che come federati dei Romani, presidiavano il confine dell'impero; i Franchi provocarono gravi perdite nelle file dei Vandali, ma sopraggiunsero gli Alani che capovolsero le sorti della battaglia. Godigisel perse la vita nel corso della battaglia, avvenuta presso la città di Treviri, poco prima che la sua tribù, con l'aiuto degli Alani, sconfiggesse i Franchi.
Il 31 dicembre 406 i Vandali oltrepassando il Reno a Magonza, che fu rasa al suolo, e invasero la Gallia.
Godigisel si sposò con una nobile di origine vandala di nome Flora nel 374. Dalla loro unione nacquero il primogenito Gunderico, che condusse i Vandali in Gallia e Spagna e Gelmer. Da una relazione con una serva nacque invece Genserico che, dopo la morte del fratellastro, condusse i Vandali alla conquista dei territori del Nordafrica.

### Nella cultura
Godigisel ritorna nel videogioco strategico in tempo reale Total war:Attila, come capofazione dei Vandali. Ha la barba marrone e "rozza", i capelli all'insù, indossa una pelliccia bruna di animale e ha Genserico e Gunderico come figli.